# 京都府立植物園

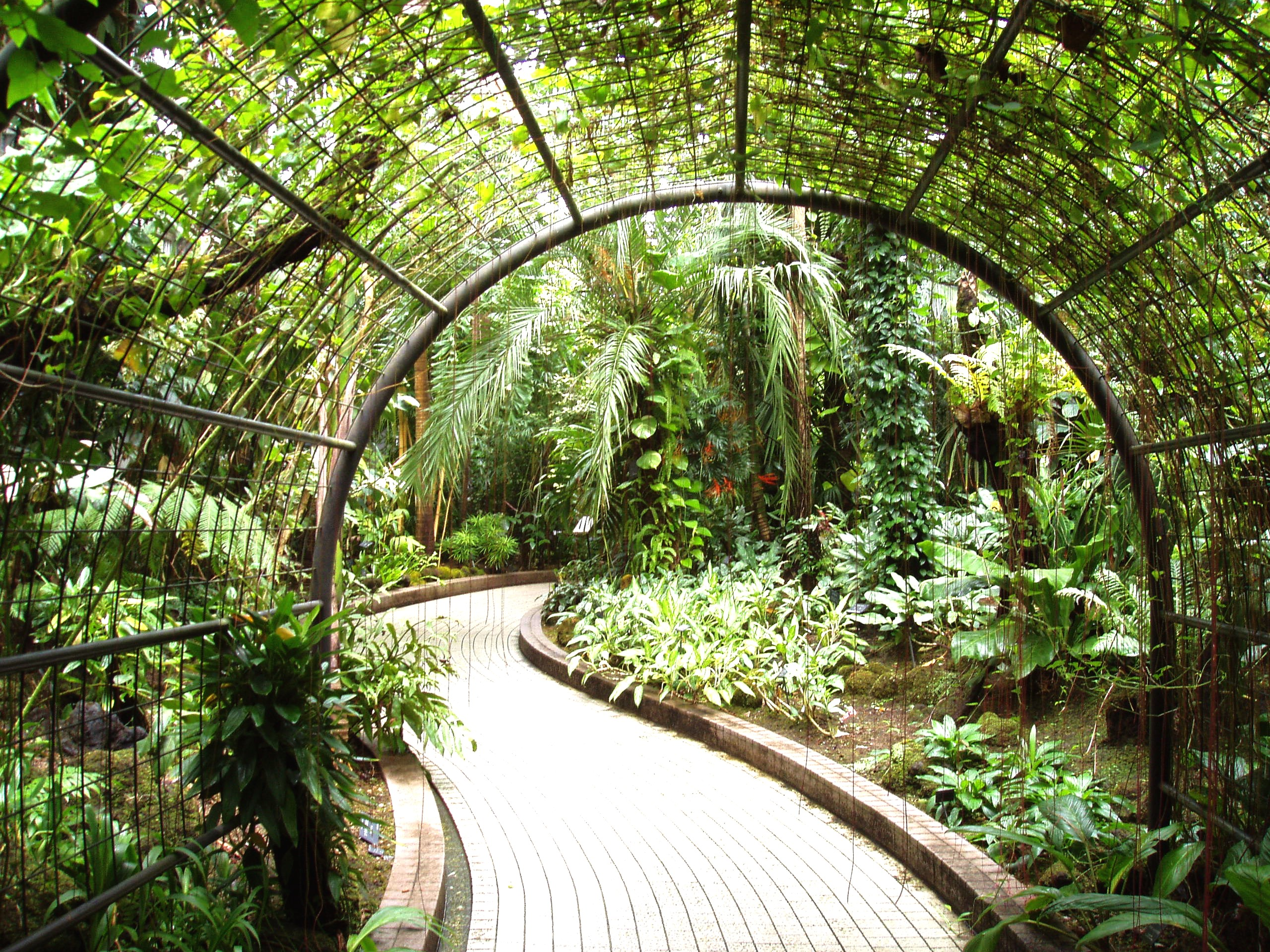
温室

京都府立植物園（きょうとふりつしょくぶつえん、英語: Kyoto Botanical Gardens）は、京都市左京区にある植物園である。

## 概要
京都府立植物園は、日本で最初の公立植物園として、1924年（大正13年）1月1日に開園した。1946年（昭和21年）から12年間は連合国軍に接収され閉園を余儀なくされたが、1961年（昭和36年）4月に再開した。
園内には観覧温室のほか、正門花壇、はす池、ばら園など20ほどのエリアがあり、面積240,000m2 （24ヘクタール）の広大な敷地にテーマ別に約12000種類、約12万本の植物が植えられている。日本の四季の花が見られる花壇や洋風庭園、熱帯植物を集めた温室がある。北半分は半木（なからぎ）の森と呼ばれる自然に近い森を利用した生態植物園などがある。
一般の入園料は500円、65歳以上の方と高校生は250円、年間パスポートも販売している。元々温室への観覧料は別になっていたが、令和7年4月1日入園料の改定により入園料と温室観覧料を一本化したので、入園料及び年間パスポートのみで観覧温室にもお入りいただける。小中学生の入園は無料であり、年間70万人を超える入園者数は日本の公設植物園で最も多い。アピールポイントとしては、植物12000種類、12万本の植物栽培と展示、品種の保有・展示は国内でもトップレベルなどとなっている。

## 沿革

### 創設期
現在の植物園の敷地は、明治時代までは上賀茂神社の境外末社である半木神社とその鎮守の森（半木の森）を中心とした田園地帯であった。
大正天皇の即位を記念して企画された「大典記念京都大博覧会」の開催用地として、1913年（大正2年）に京都府によりこの地が購入された。しかし、財政事情などが理由で岡崎公園を中心に博覧会は開催された。その代案として植物園が計画され、三井家の資金援助の申し出を受けて1915年（大正4年）に「大典記念植物園」の設置が京都府議会で議決された。日本初の公立植物園であり、現在の京都府立植物園の前身である。購入した土地のうち、9万9千m2（約3万坪）が農林学校（現・京都府立大学）と農業試験場に転用、24万2千383m2を植物園、3万2千760m2を運動場（現・京都府立大学グラウンド）に決定し、1917年（大正6年）4月9日、地鎮祭ののち、植物園建設の運びとなった。
1917年（大正6年）に建設工事が始まったが、この際、敷地内の半木の森は、古代の山城盆地の植生を残す貴重な自然林としてそのままの形で活用するよう設計され、半木神社も移転することなく園内に存置された。設計者は明治神宮を手がけた寺崎良策だった。1923年（大正12年）11月10日、大正天皇大典記念日に開園し、翌年1月1日から入場者制限のため、有料公開が始まった。その際、名称を「大典記念京都植物園」と正式決定している。有料公開開始時の入園料は、大人5銭、子ども2銭、温室観覧料は別途で7歳以上10銭だった。入園者について継続的な記録は残っていないが、三か月間の入園者が4万人を超えたこともあった。昭和初期は、葵祭の日がかき入れ時で、一日の入園者が7千人前後と記録が残っている。

### 戦後

#### 進駐軍による接収
京都府立植物園は1946年（昭和21年）10月、占領軍に全面接収されて米軍住宅が建設された。当初米軍は京都御所の外苑を指定したが、府の陳情により代替地として指定されたのが植物園だった。米軍は植物園としての価値を無視して開発し、花壇、圃場、山草園、薬草園などはブルドーザーによって潰された。25,000本以上あった樹木は6,000本足らずしか残らなかったと言われ、残された貴重樹種もヤブカ対策を名目に下枝が切り払われ、ほとんどの灌木が除去された。池にも薬剤が投入され、さらに干し上げたため貴重な魚類や水辺の植物は全滅した。
1951年（昭和26年）2月24日には火災が発生し、米軍将校のクラブとして使われていた昭和記念館（昭和御大典の第一朝集所を移築したもの）が全焼するなど施設の消失もあった。接収から12年目の1957年（昭和32年）12月12日に返還され、占領軍の住宅の撤去は1958年（昭和33年）12月に完了した。

#### 再開園から現代まで
1961年（昭和36年）4月24日に再開園し、新設のドーム型温室前で竣工開園式が行われた。1970年（昭和45年）には「日本の森」というエリアを造成している。
再開園30年を機に大規模な改修工事が行われ、1992年（平成4年）3月に当時日本最大級となる観覧温室が竣工した。
しかし翌年以降は入園者が減少、2002年（平成14年）は入園者が60万人を割った。2003年（平成15年）には指定管理者制度が施工され、指定管理者制度の対象に植物園はなっていた。またサッカー場建設のために植物園不要論すら出ているような状況だった。しかし採算に合う・合わない関係なく、あらゆる植物を後世に伝え残す、というコンセプトを重視し、当時の職員によるガイド案内、広報物掲載などの様々な努力によって、2010年（平成22年）には77万人を超える入園者があった。
2013年（平成25年）3月1日には北山通側西寄りに賀茂川門が新設され、北西部や賀茂川方面からのアクセスが向上した。
2021年（令和3年）には京都府立植物園を含む北山エリアの整備計画が進んでおり、住民の懸念があがっている。

### 年表
- 1913年 (大正2年) - 植物園創設企画。
- 1923年 (大正12年) - 大正天皇御大典記念日に植物園、竣工。
- 1924年 (大正13年) - 大典記念京都植物園として一般有料開園。
- 1945年 (昭和20年) - 米軍接収、家族住宅地となる。
- 1957年 (昭和32年) - 米軍から一部返還され、京都府の管理となる。
- 1958年 (昭和33年) - すべての園内が京都府に返還される。
- 1959年 (昭和34年) - 京都府立植物園と名称を改める。
- 1961年 (昭和36年) - 竣工式、開園式を行う。
- 1966年 (昭和41年) - 京都府開庁100年を記念して、日本の森(約90,000平方メートル）の造成工事に着手。
- 1970年 (昭和45年) - 日本の森(植物生態園)が公開される。植物園再開園10周年記念式挙行。
- 1992年 (平成4年) - 新しい観覧温室、植物会館が開館する。
- 2007年 (平成19年) - 年間来園者数70万人に到達
- 2008年 (平成20年) - 年間来園者数75万人に到達
- 2010年 (平成22年) - 年間来園者数77万人に到達
- 2011年 (平成23年) - 園内に「森のカフェ」完成

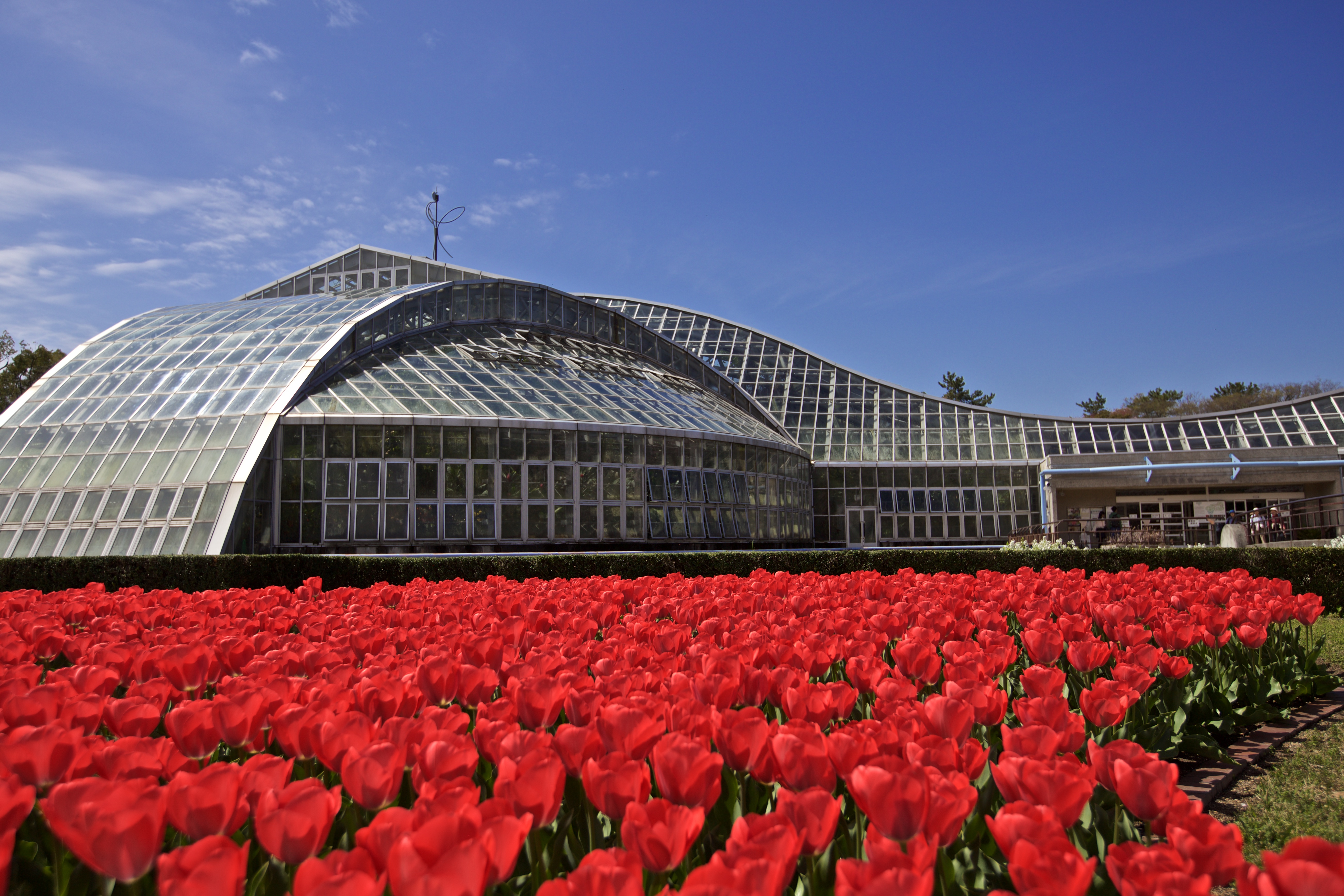
観覧温室
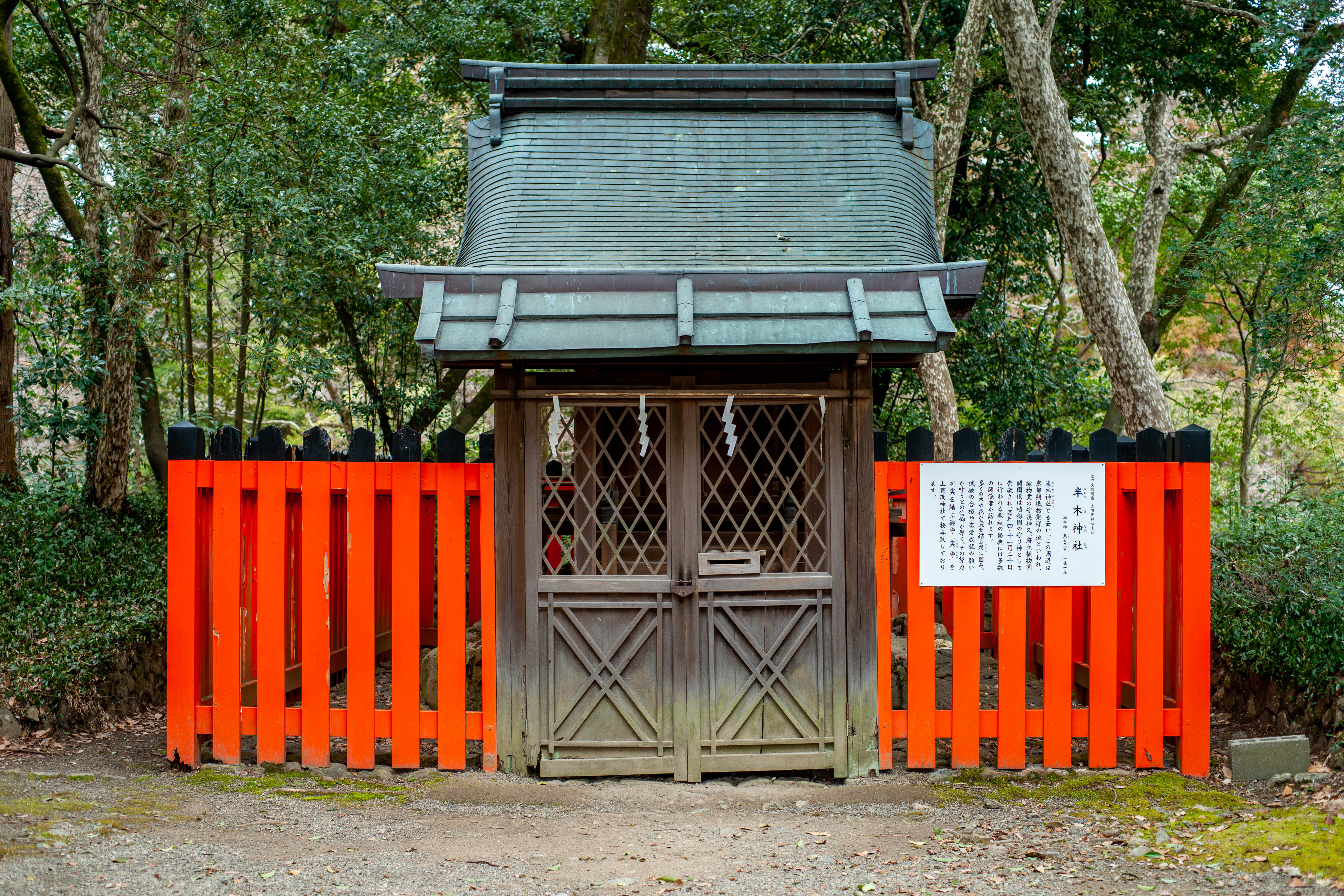
園内の半木神社
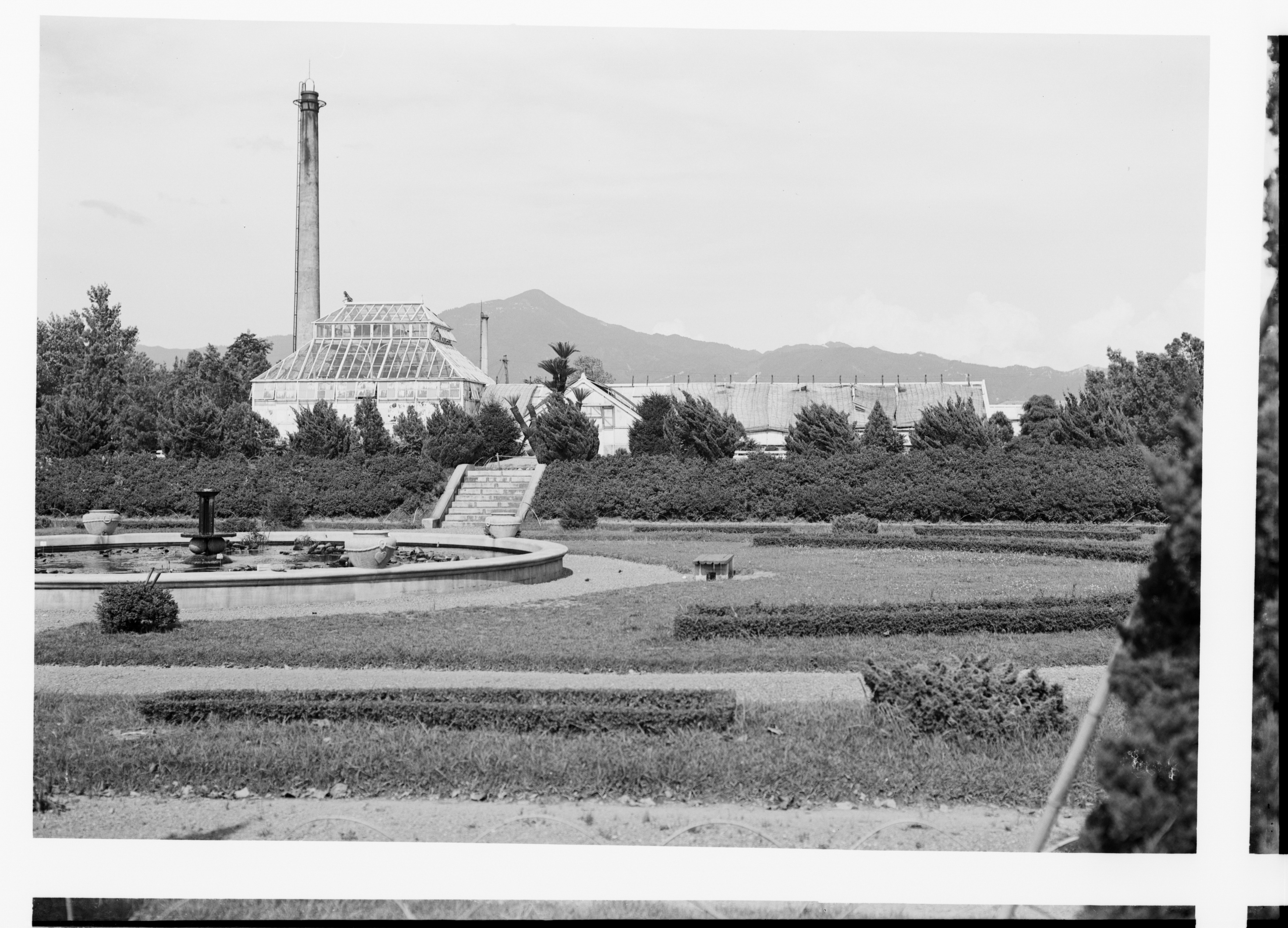
昭和初期の京都府立植物園（京都府立京都学・歴彩館　京の記憶アーカイブ）

## エリア概要
以下は2022年現在の情報である。

### 洋風庭園
正門から入って東側。四季の花々約300品種2000株があり、バラやツツジなどがある。シンメトリーな設計の庭園で開園当初の設計を継承する。ばら園、沈床花壇という周囲より少し低くなった花壇があり、見下ろして植物を楽しむことができる。ばら園は約250品種、2千株のばらを展示し、1940年代の品種も保存している。日本とイスラエルの文化交流でアンネ・フランクの父、オットー・フランクに出会い、交流が深められ、ばらが10株送られた。「アンネ・フランクのバラ」と呼ばれている。

### あじさい園
日本のアジサイ、西洋のアジサイを展示。日本のアジサイと西洋のアジサイは分けて展示し、見ごろは5月中旬から6月下旬。中国原産のアジサイも展示し、8月に咲く。180品種、2500株。

### 植物生態園
京都府開庁100年記念として造成された。日本各地で自生する植物や古来より栽培されてきた園芸植物を可能な限り自然に近い状態で栽培、展示している。総面積15000平方ｍ、絶滅危惧種を含む約1000種。南入口付近からは九州、四国の植物、中央は中部、関東の植物に加えて関西のよく見られる代表的な植物、西入口付近は京都でよく見られる植物を栽培、北入口付近は東北、北海道の植物を栽培。また水辺・海辺の植物はそれぞれ湿地・砂地をつくって栽培している。できるだけ自然な状態で展示する手法は国内では初めての試みだった。

### ワイルドガーデン
北山門から園内に入ると西側に広がる花壇。様々な種類の宿根草、球根類を植えている。世界的に権威ある審査会で金賞を受賞した品種を多く植えて展示している。金賞を受賞した品種が多く植えられている理由として、1992年（平成4年）にFS（FLEURO SELECT）（全欧州草花審査会）、1994年（平成6年）からAAS（ALL America Selections）（全米草花品種審査会）それぞれのディスプレイガーデンとして認定されたため、毎年、金賞に受賞した新品種の種子が送付されるためである。このディスプレイガーデン認定の理由としては、植物栽培の育成・管理技術があること、一定の入園者がいることを条件に認められ、両審査会から認定された植物園は東アジアでは唯一の植物園である。

### はなしょうぶ園
初夏が見ごろのハナショウブを200品種、1万株展示。江戸系、優雅な伊勢系、雄大な肥後系を中心に展示している。

### つばき園
京都の寺院に残る椿、豊臣秀吉の愛した椿、織田有楽斎が愛した椿「有楽」など約250品種、600本を展示。侘助系統の椿もそろう。早咲きの11月ごろから4月初めまでが見ごろ。江戸時代からの品種である「ヒカルゲンジ（光源氏）」もあり八重咲で美しく開花時期は3月下旬ごろ。

### なからぎの森
園内唯一の自然林のエリア。山城盆地の昔の姿を今に伝えている。エノキ、ムクノキなどの落葉樹、カゴノキなどの常緑樹、カエデなどがあり、紅葉スポットでもある。森の中心に半木（なからぎ）神社があり、上賀茂神社の境外未社。この周辺は西陣織等絹織物がさかんであったため、織物業の神様として古くから信仰された。神社の名前の由来としては上社（上賀茂神社）と下社（下賀茂神社）の間にあったため「半木」となった説や上賀茂の森にあったものが賀茂川の氾濫により、この地に流れ着き「流木神社」が「半木神社」に変わったなどの説がある。

### 観覧温室
外観のイメージは金閣寺と北山連峰。園としては現在三代目の観覧温室である。約4500品種、2万5千本の熱帯植物を展示。温室という名称だが植物によっては冷房室もある。国内最大級の温室とされる。

## 展示・設置物
- きのこ文庫
- くすのき並木
- 連理の枝

正門の左側「未来くん広場」には、大きなきのこ姿の設置物がある。「きのこ文庫」と呼ばれ、内側に小学生向けの図書が収められている、全国的にも珍しい野外設置の図書館である。1985年（昭和60年）、親子連れの来園者に楽しんでもらうことを目的に、京都平安ライオンズクラブが設置した。1000冊の本ときのこ型の書架2基ではじまり、2度の寄付を経て、書架4基、約3000冊の図書となっている。
2022年、マイクロソフトの創設者のビル・ゲイツが「人生で読んだ最高の本5冊」をピックアップし、世界100箇所の図書館に置いたことを公表。日本では唯一、きのこ文庫からビル・ゲイツのメッセージが挟まれた5冊の本が見出された。植物園の屋外図書館が選ばれた理由は不明。2023年5月20日から1ヶ月間、一般展示が行われた。
「未来くん広場」の東側には、「くすのき並木」と呼ばれる道がある。夏が見ごろで、川端康成の小説『古都』にも登場し、京都の財産とも称される。開園当初からの植栽で、現在でも、約200メートルに樹齢約100年のクスノキ約90本が並木道を形成している。川端康成の小説『古都』での植物園の記載は複数回あるが、くすのき並木についての記載は、次のとおりである。
半木神社の東側には「連理の枝」と呼ばれる木がある。連理木で京都府立植物園では、モミとムクノキが完全に融合している。連理の枝は、男女の仲の良いことの例えのため、半木神社とあわせて、恋愛スポットとなっている。京都の都市伝説で、京都府立植物園でデートをすると別れるというものがあり、その伝説の払底に一役買っている。

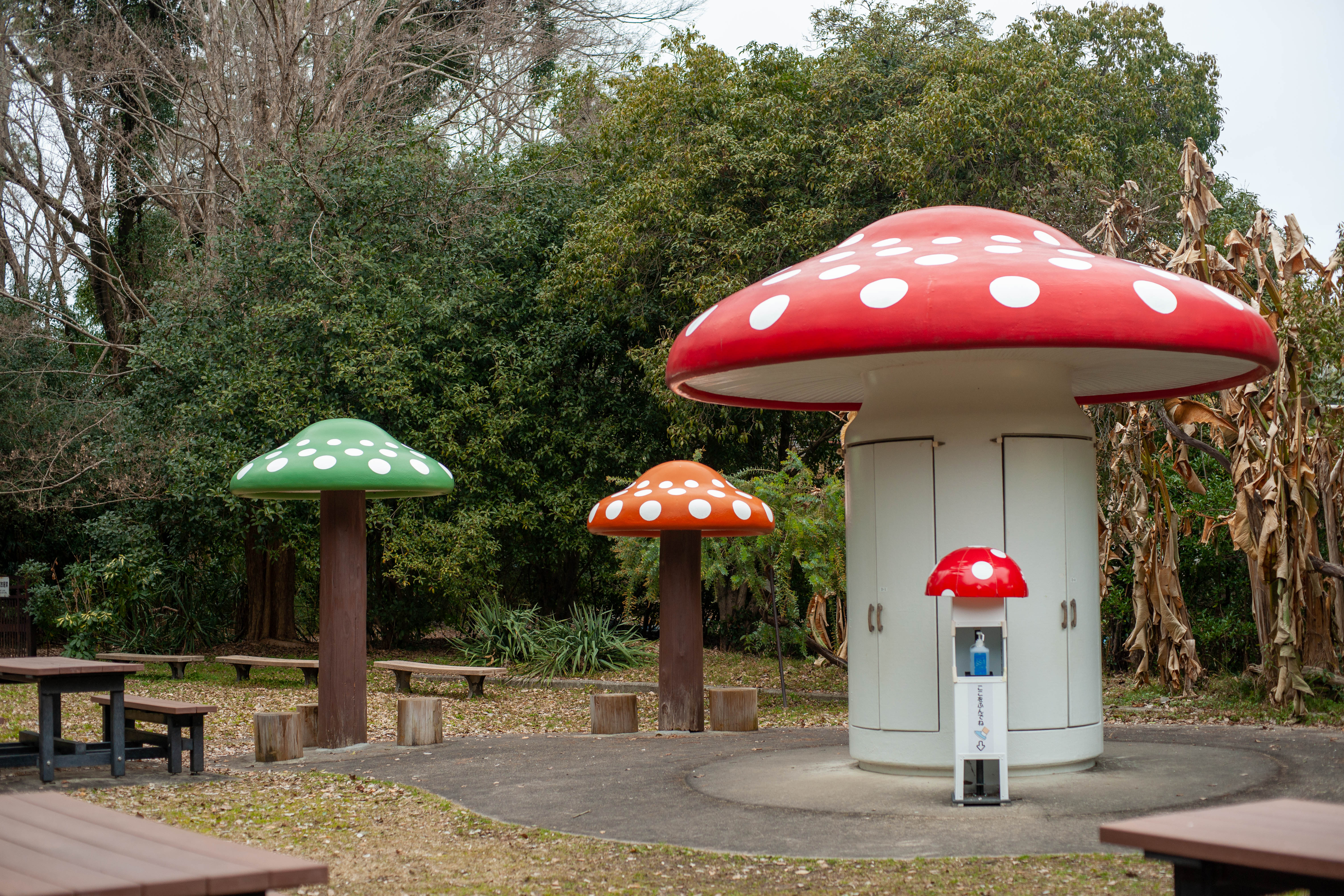
きのこ文庫
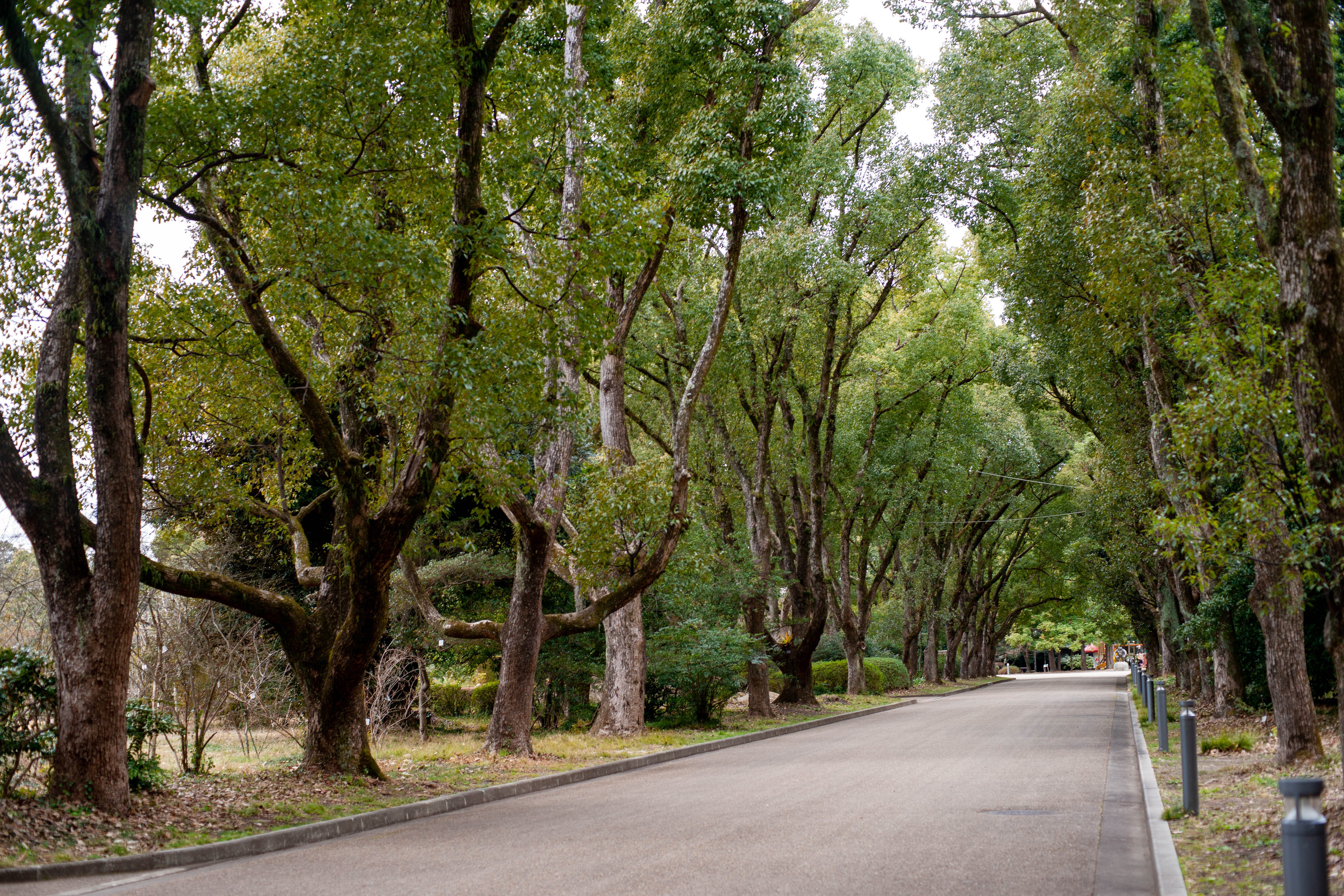
くすのき並木
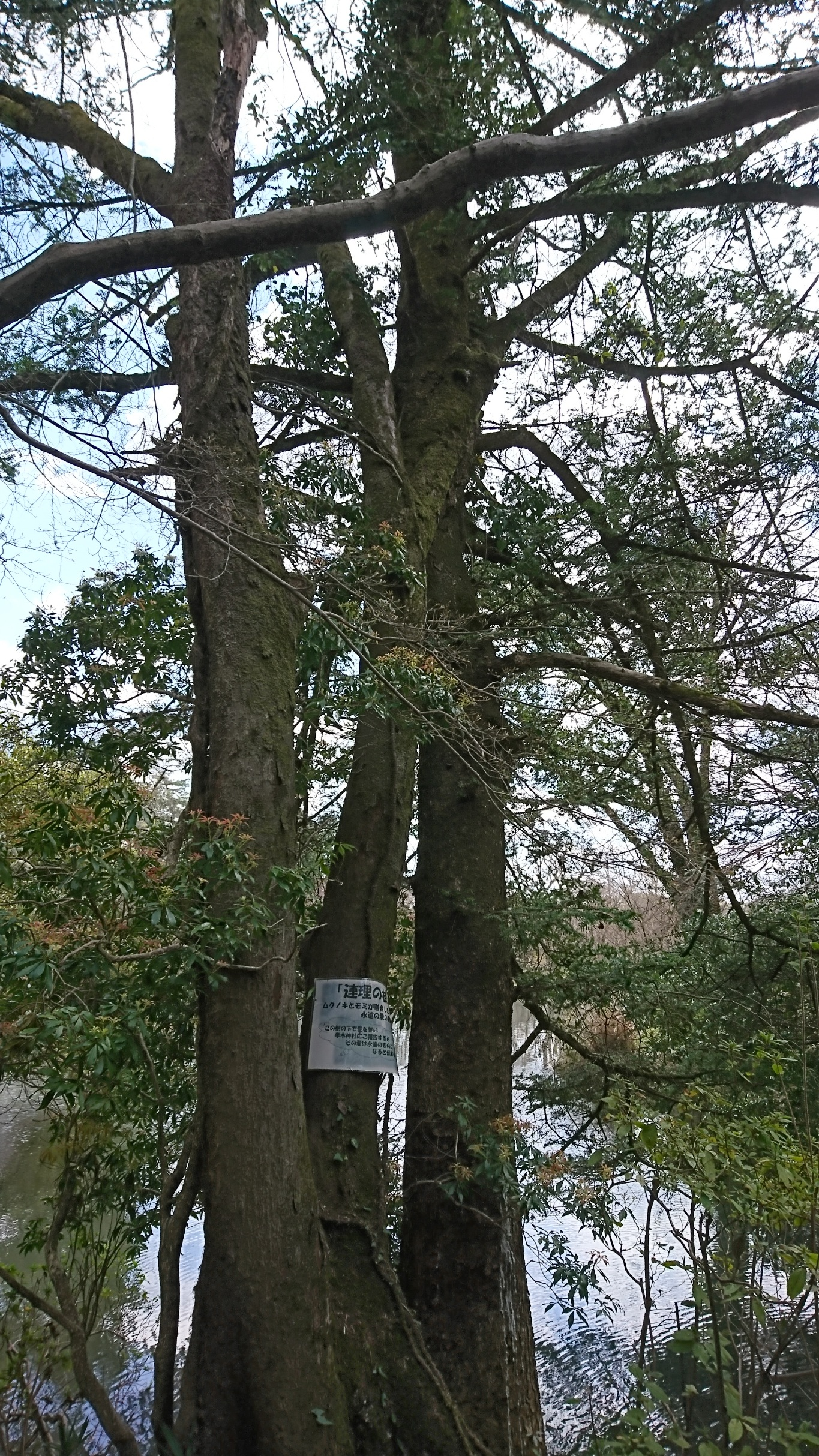
連理の枝

## アクセス
- 正門
  - 京都市営地下鉄烏丸線 北大路駅（出入口3番）より賀茂川を渡り約1km
  - 「植物園前」停留所（京都市営バス1・204・205・206・北8系統、京都バス32・34・35・45・46系統）
  - 有料駐車場
- 北山門
  - 京都市営地下鉄烏丸線 北山駅（出入口3番）すぐ
  - 「植物園北門前」停留所（京都市営バス北8系統）
- 賀茂川門
  - 「北山橋東詰」停留所（京都市営バス北8系統）
- 北泉門
  - 京都府立大学・稲盛記念館へ直結

## 写真

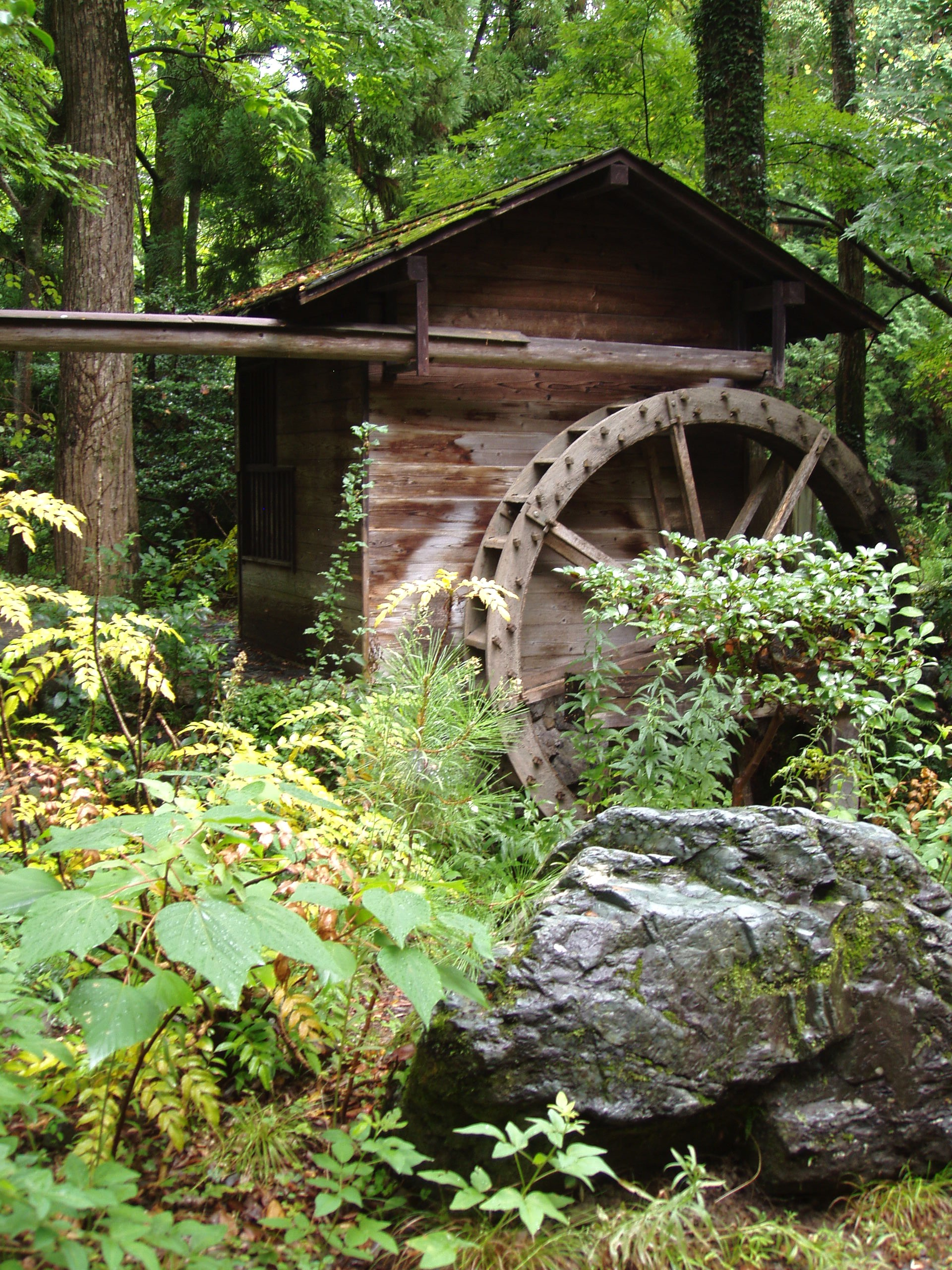
水車
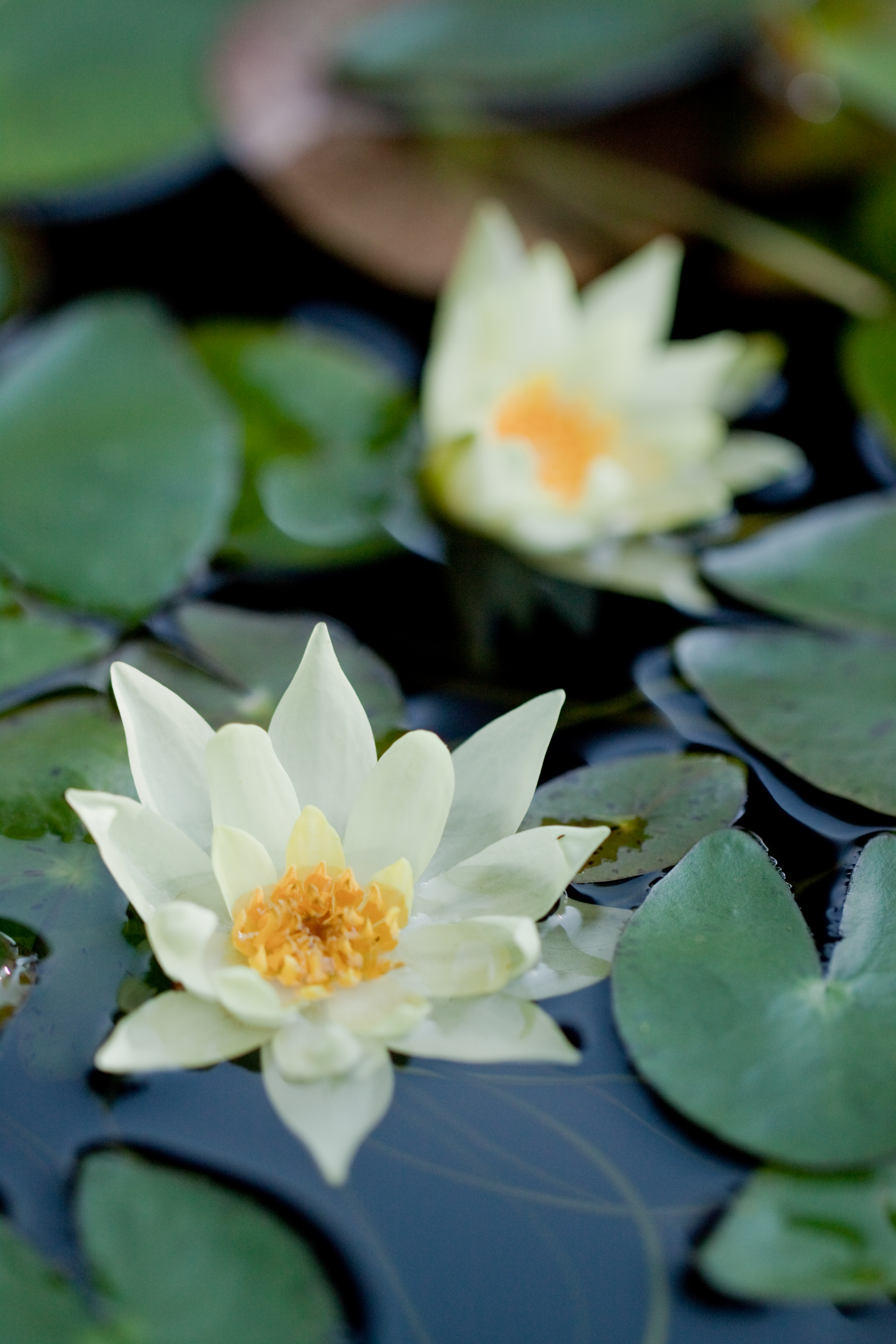
睡蓮
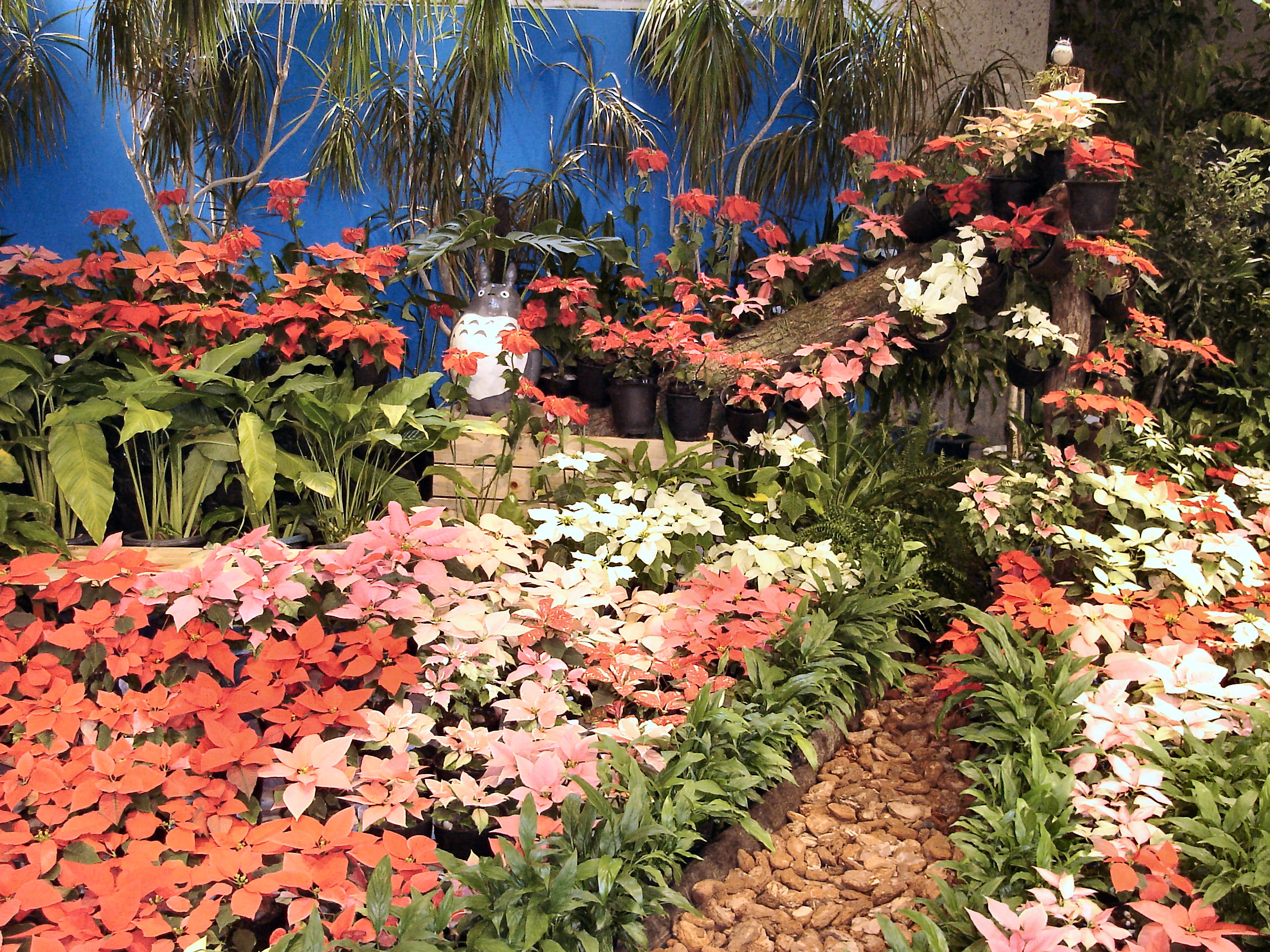
ポインセチア
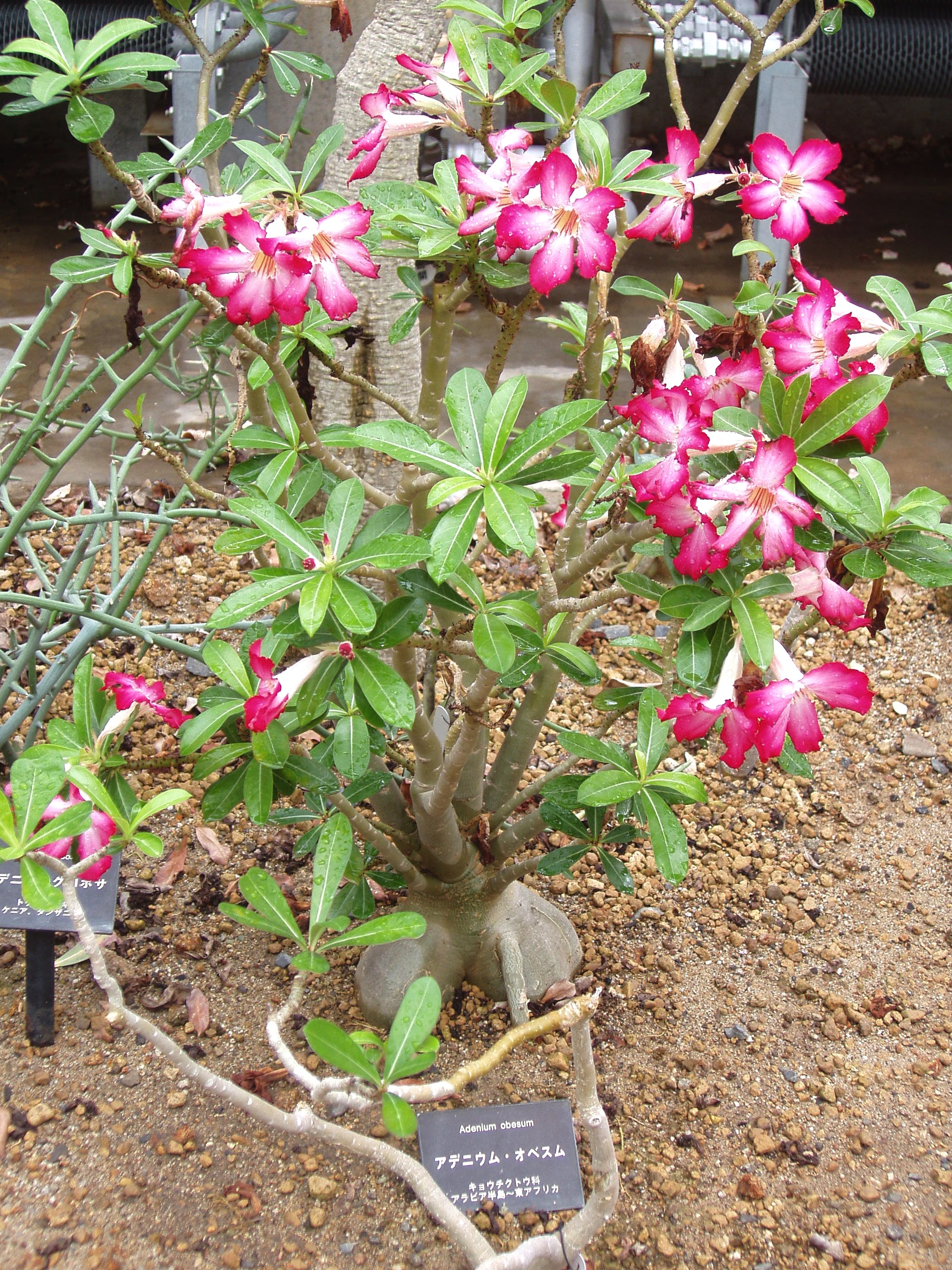
アデニウム・オベスム(en)
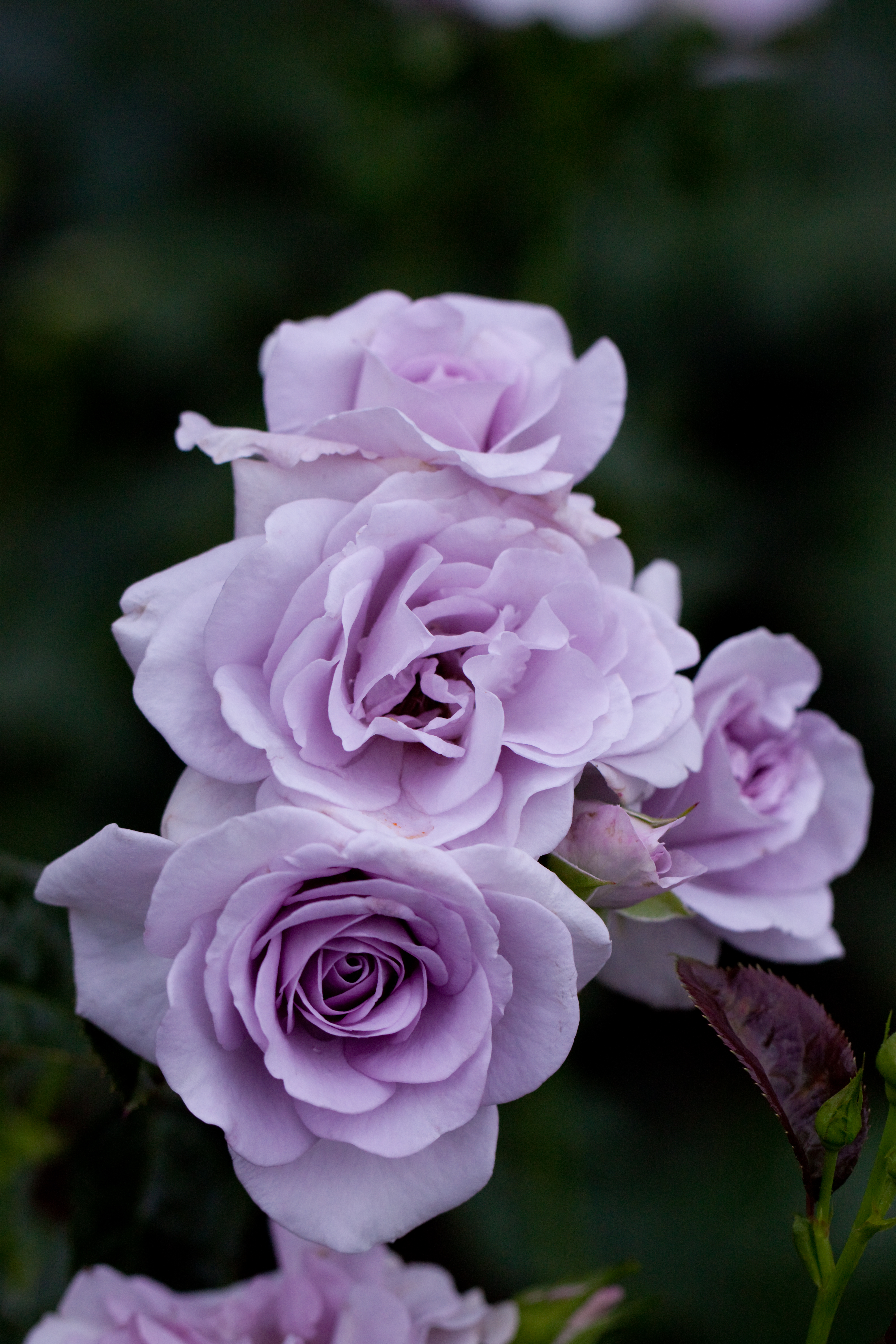
ブルー・バュー
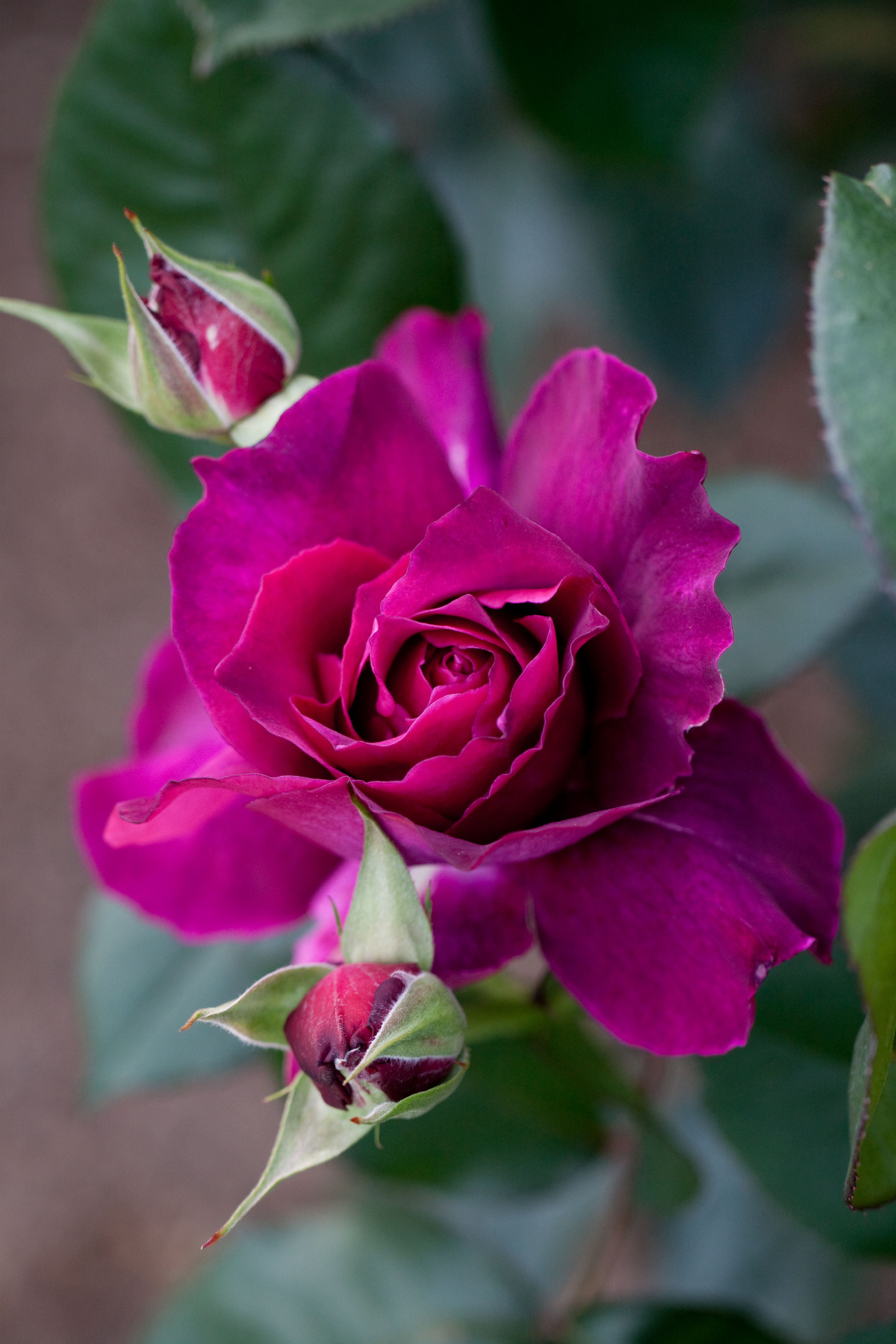
イントゥリーグ
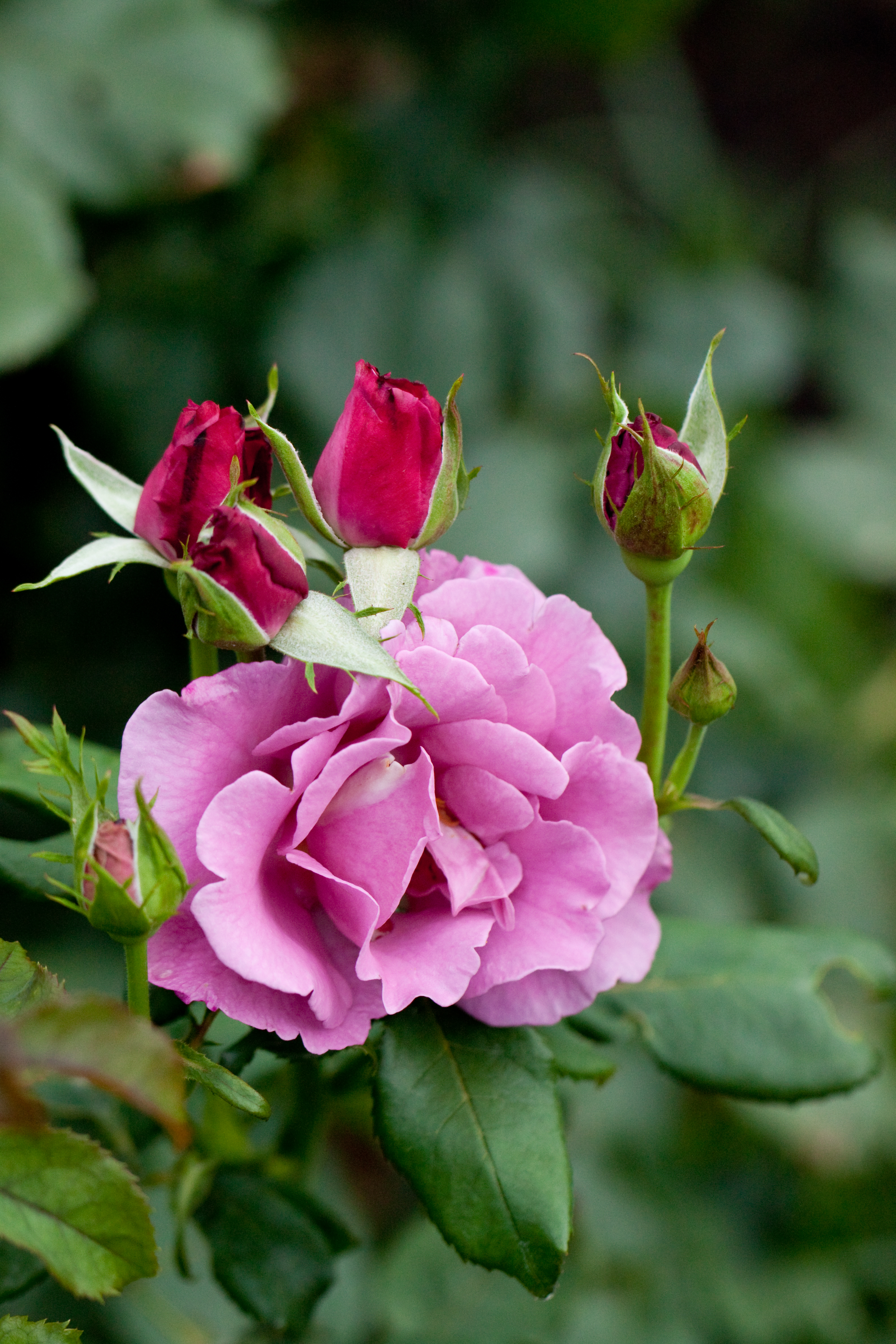
ムーン・シャドウ
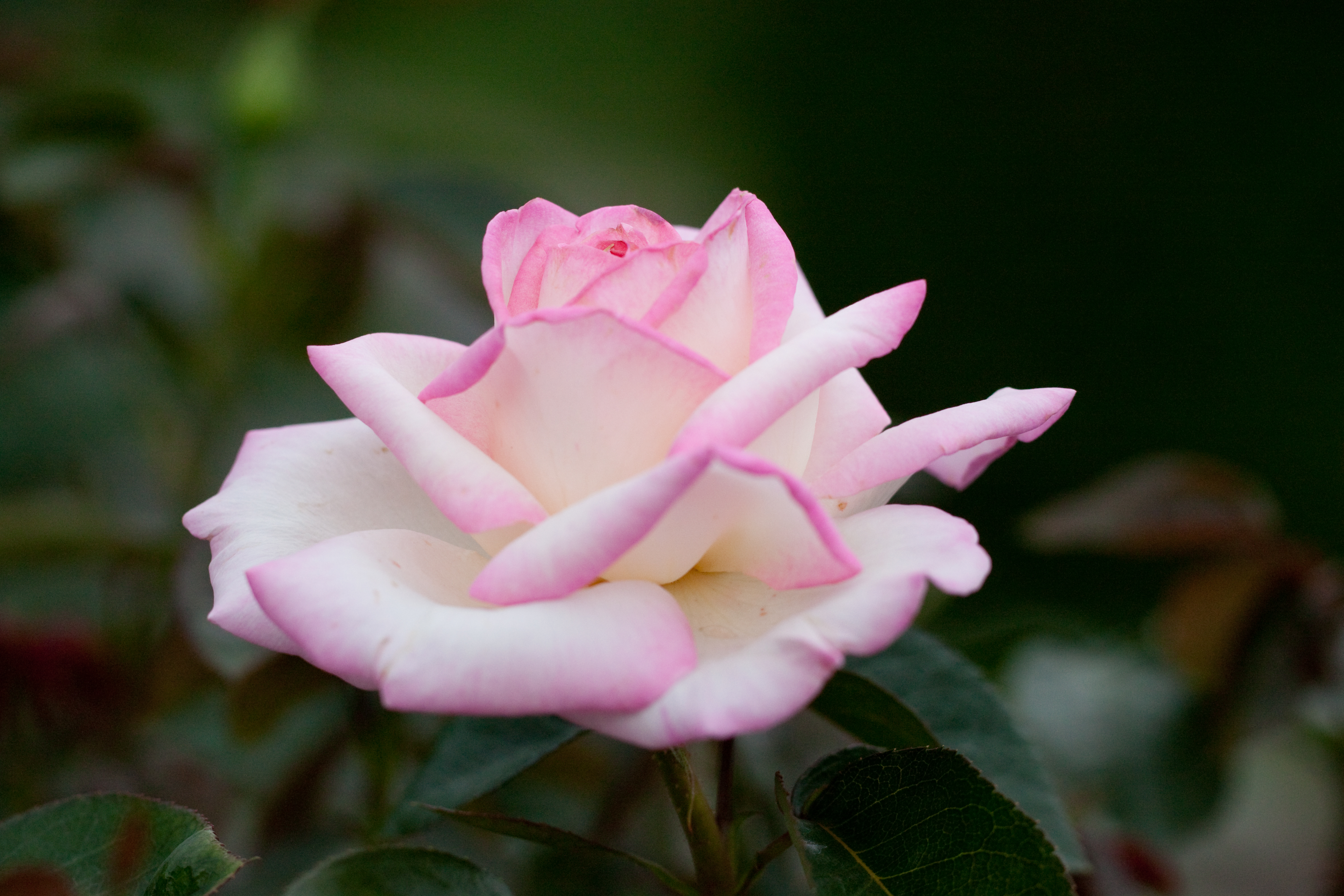
プリンセス・ドゥ・モナコ
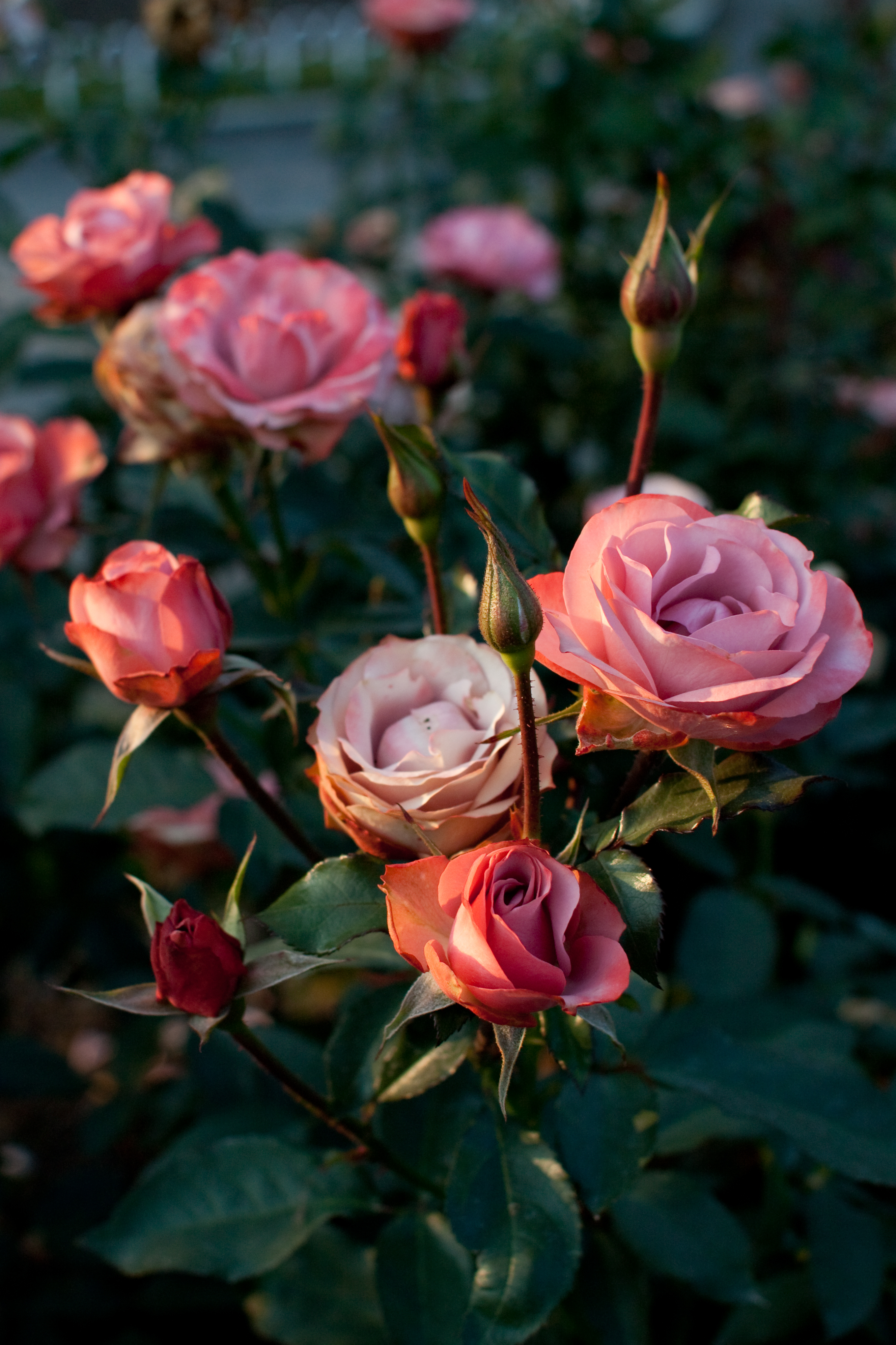
浪漫
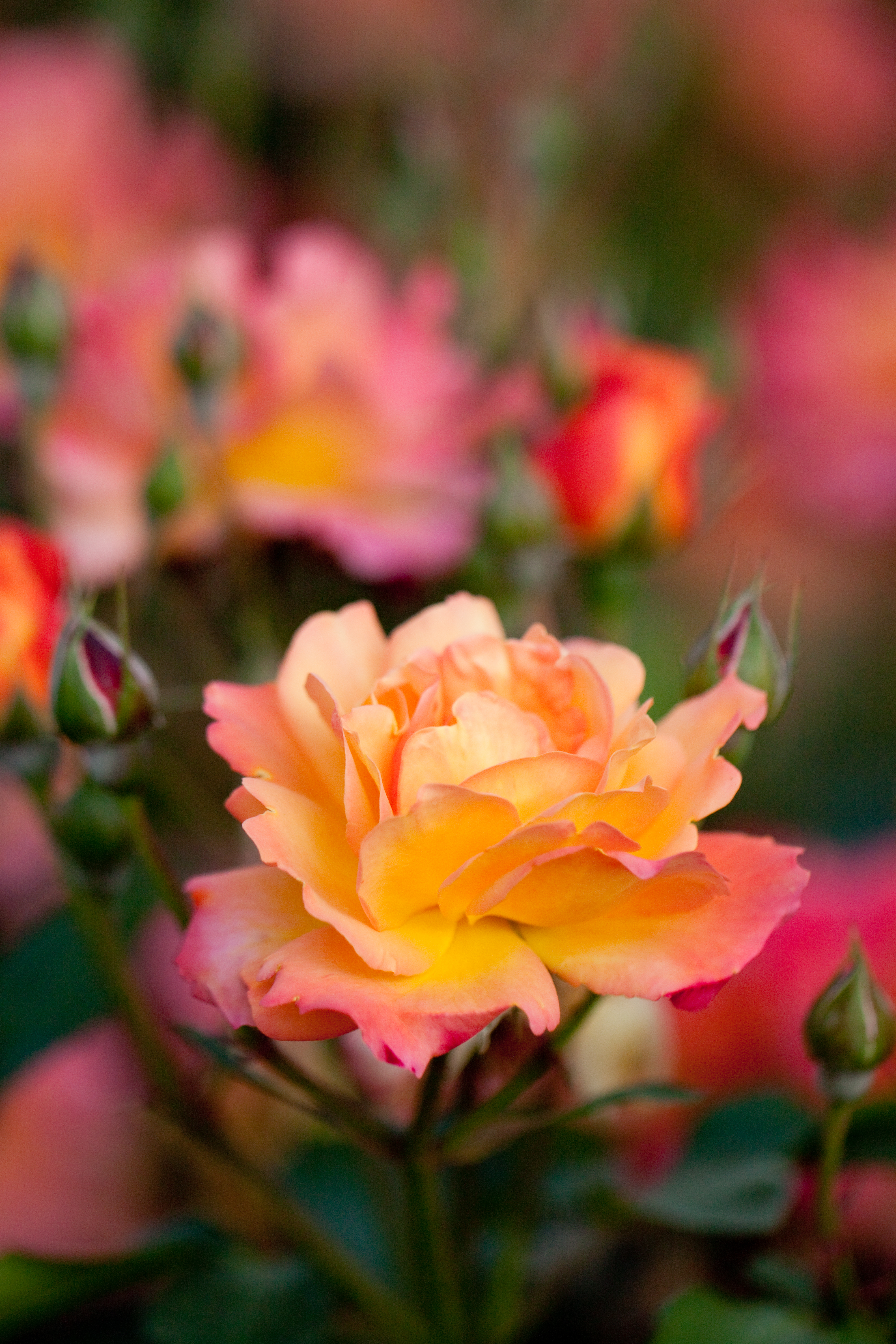
アンネのバラ
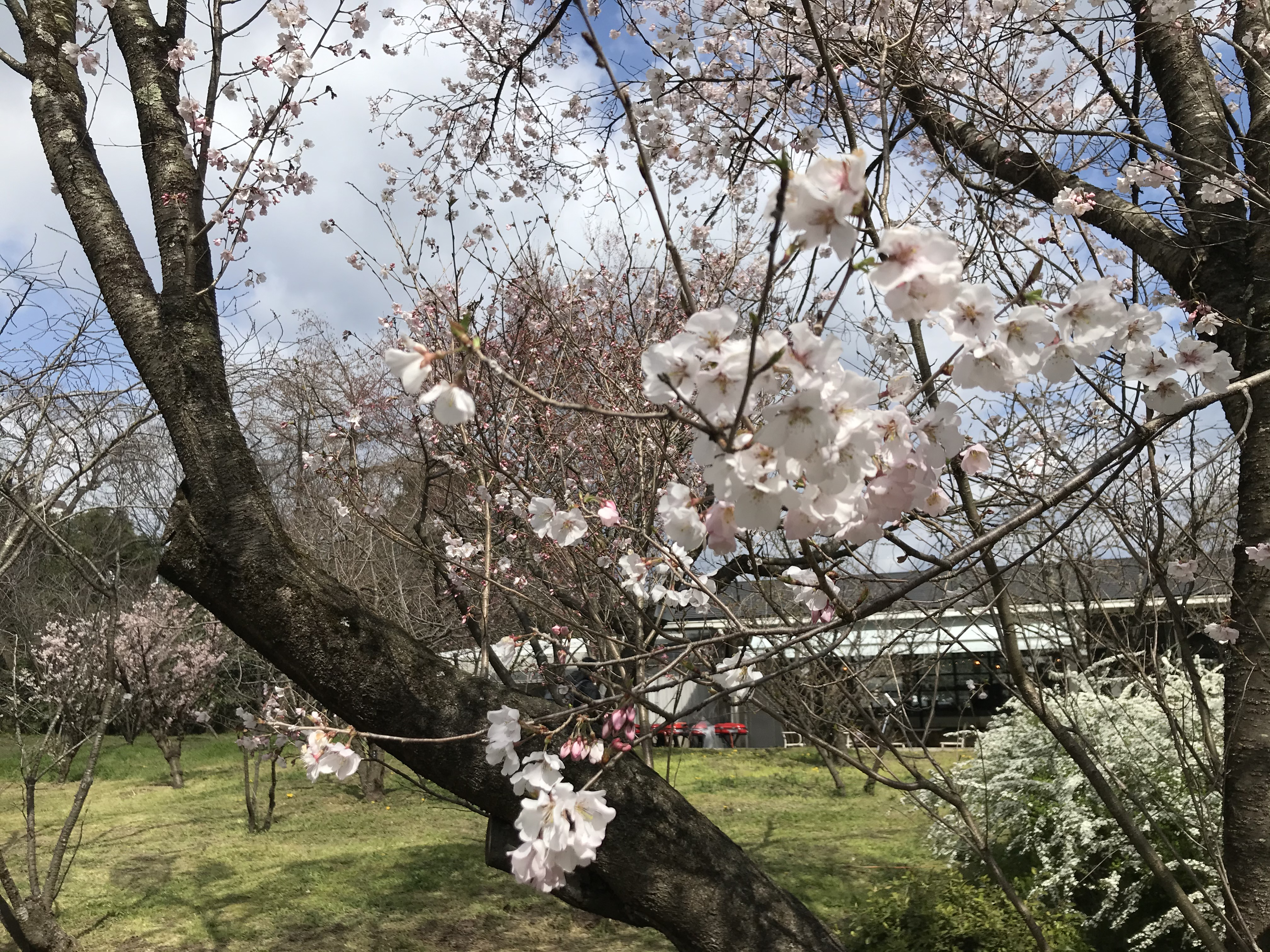
京都府立植物園 啓翁桜
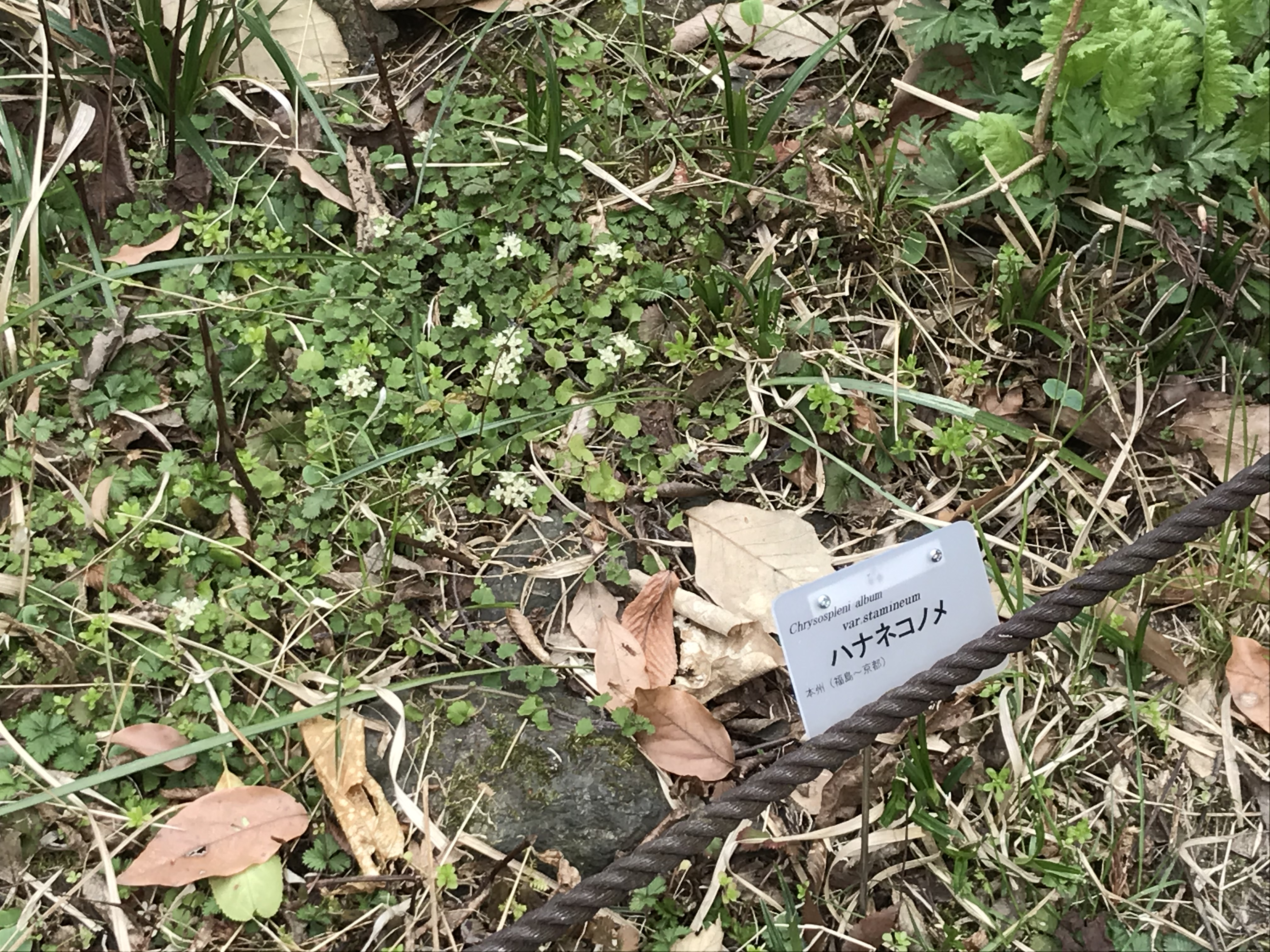
3月中旬〜下旬にかけてしか見られないハナネコノメ
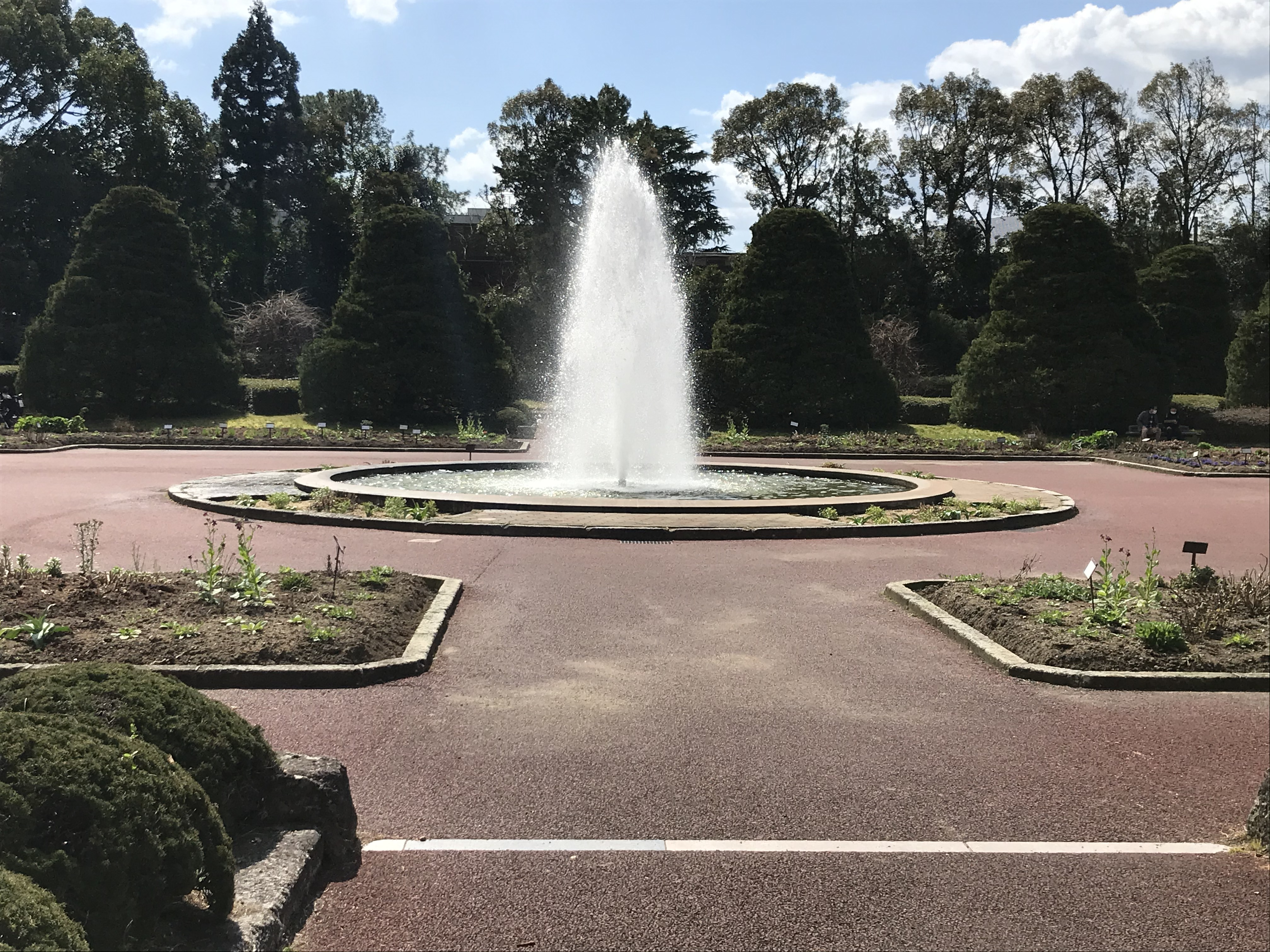
京都府立植物園 沈床花壇の噴水
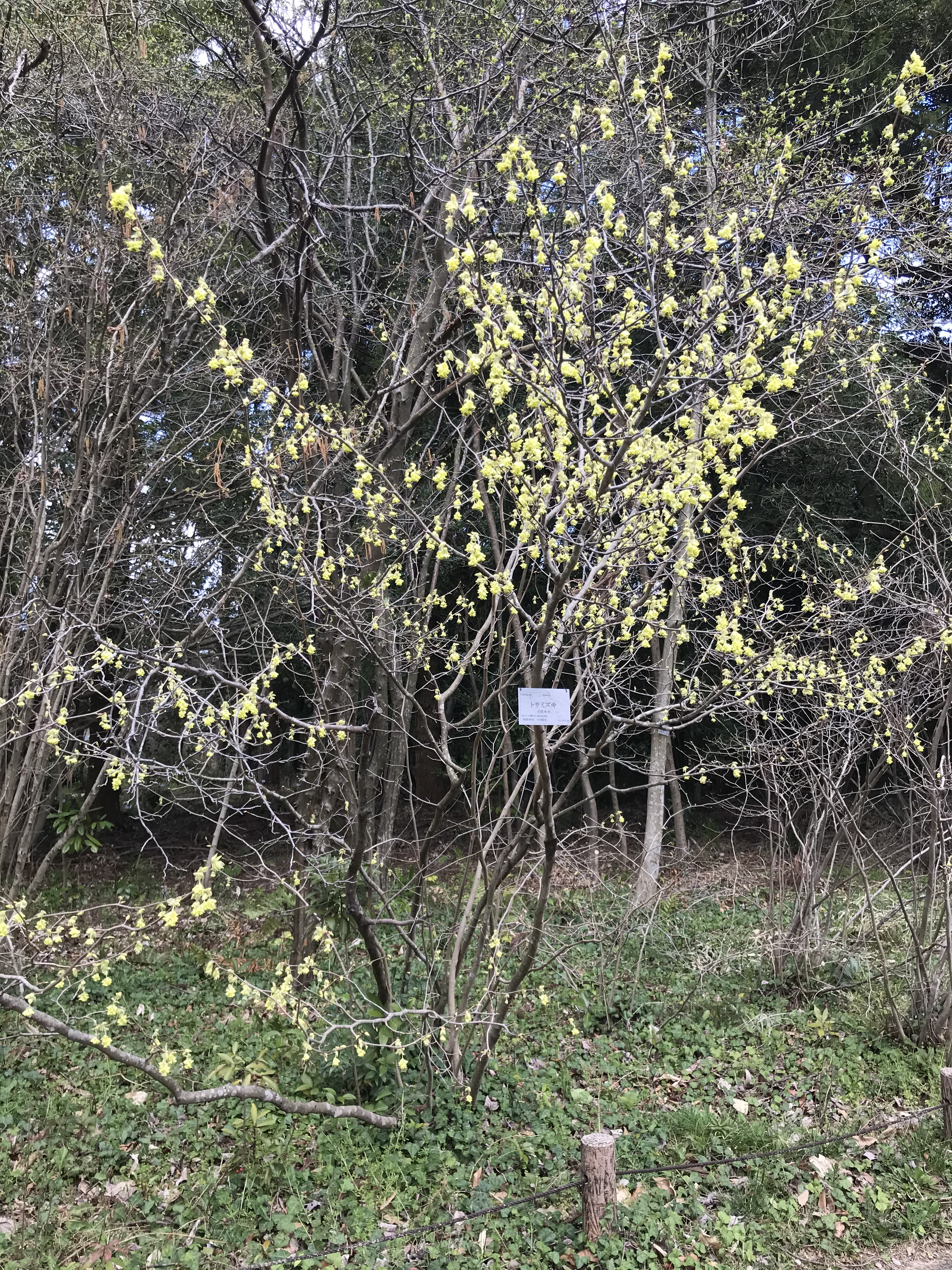
トサミズキ
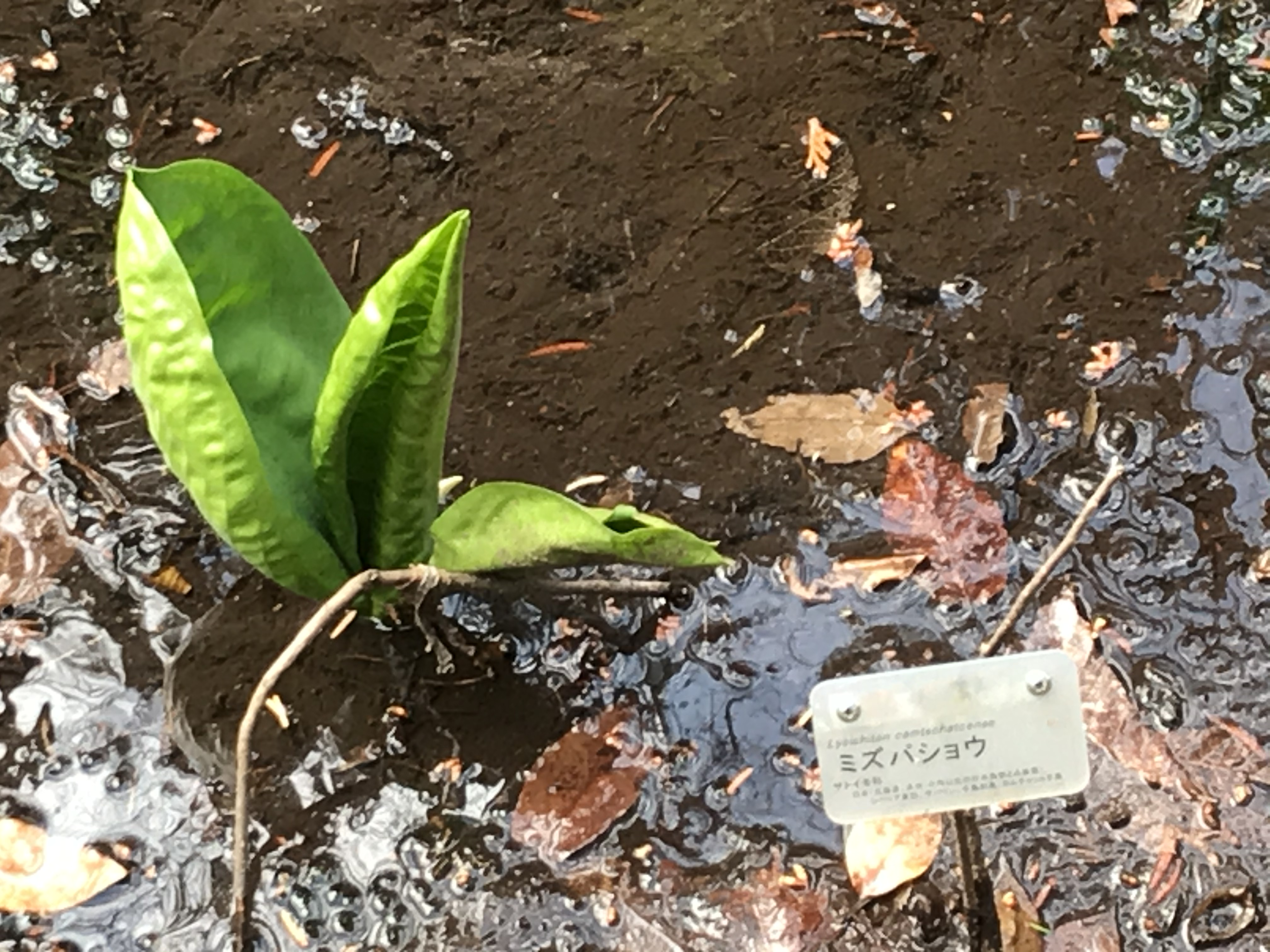
ミズバショウ
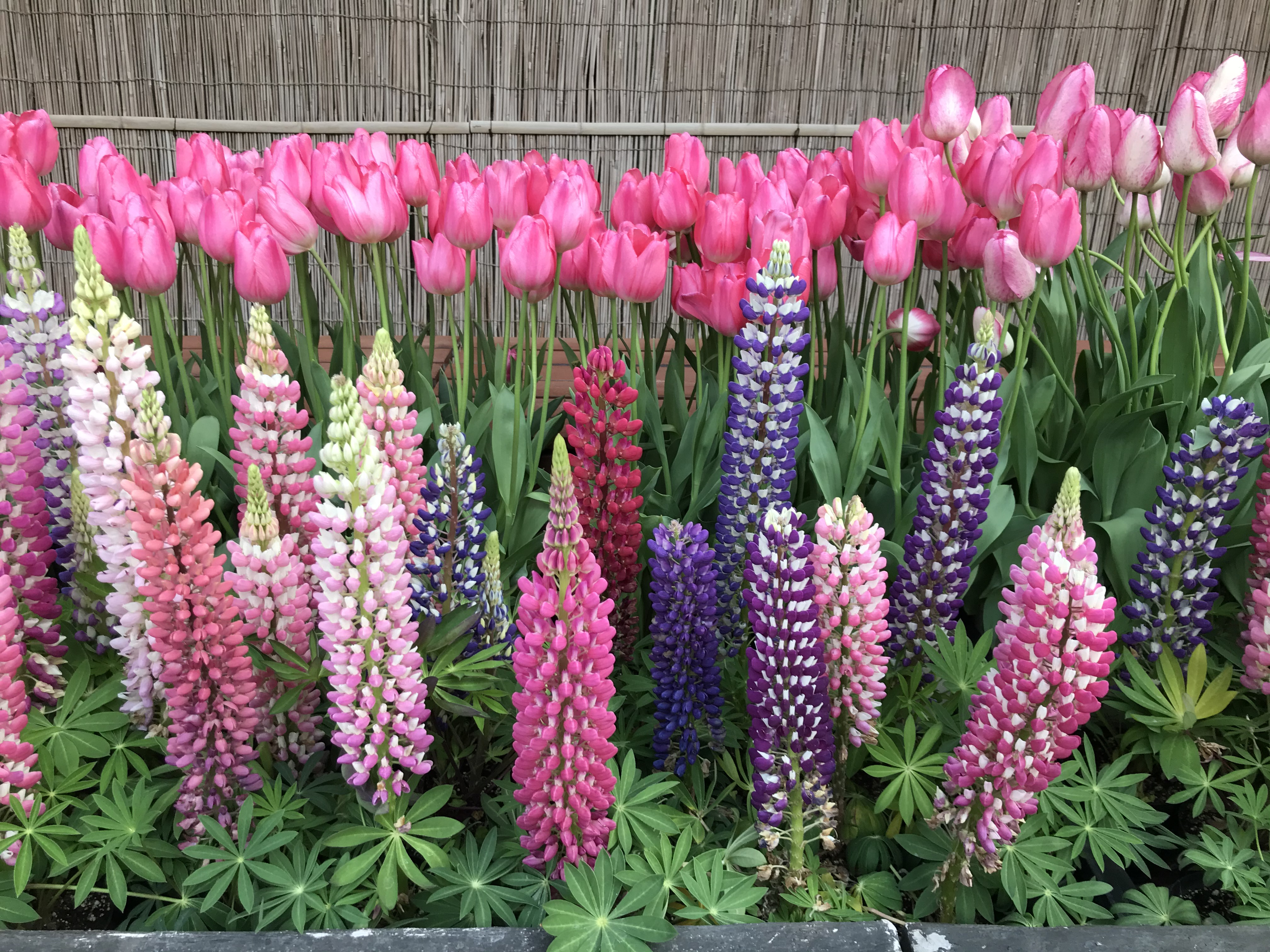
植物展示場の花たち(2020年3月20日現在)
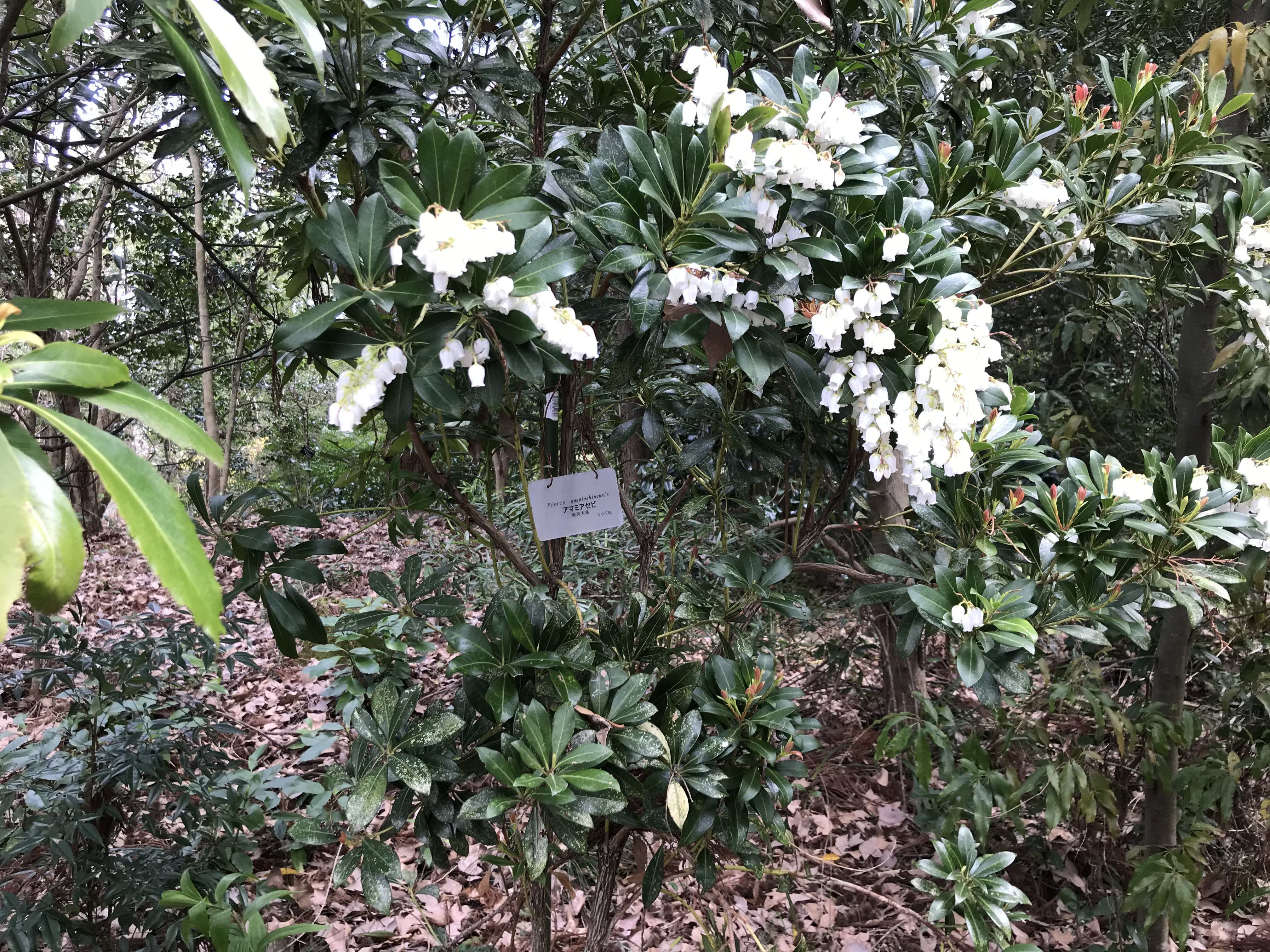
アマミアセビ
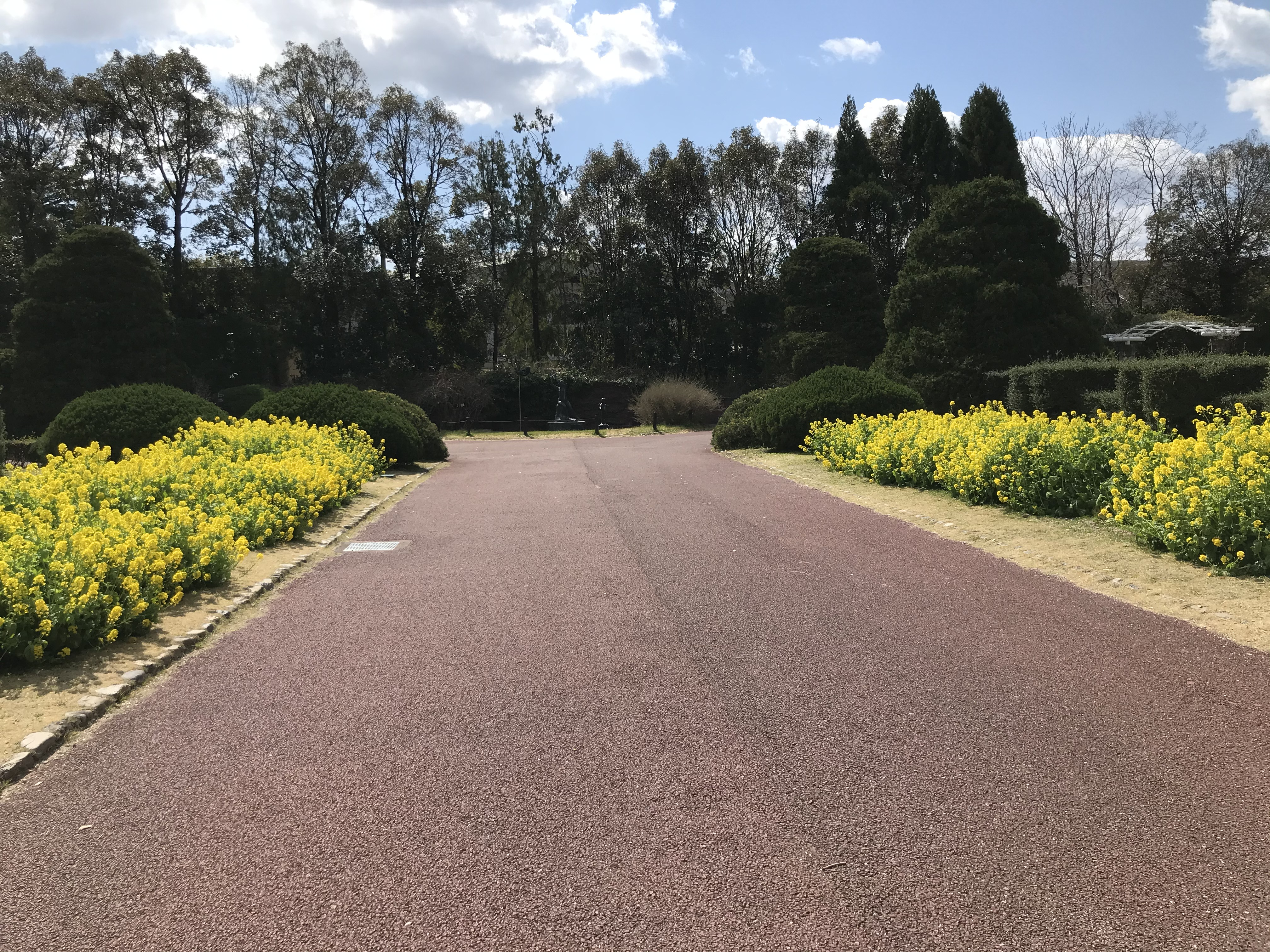
観賞用と食用として重用されるハナナ
大典記念京都植物園設立記念碑

## 周辺情報

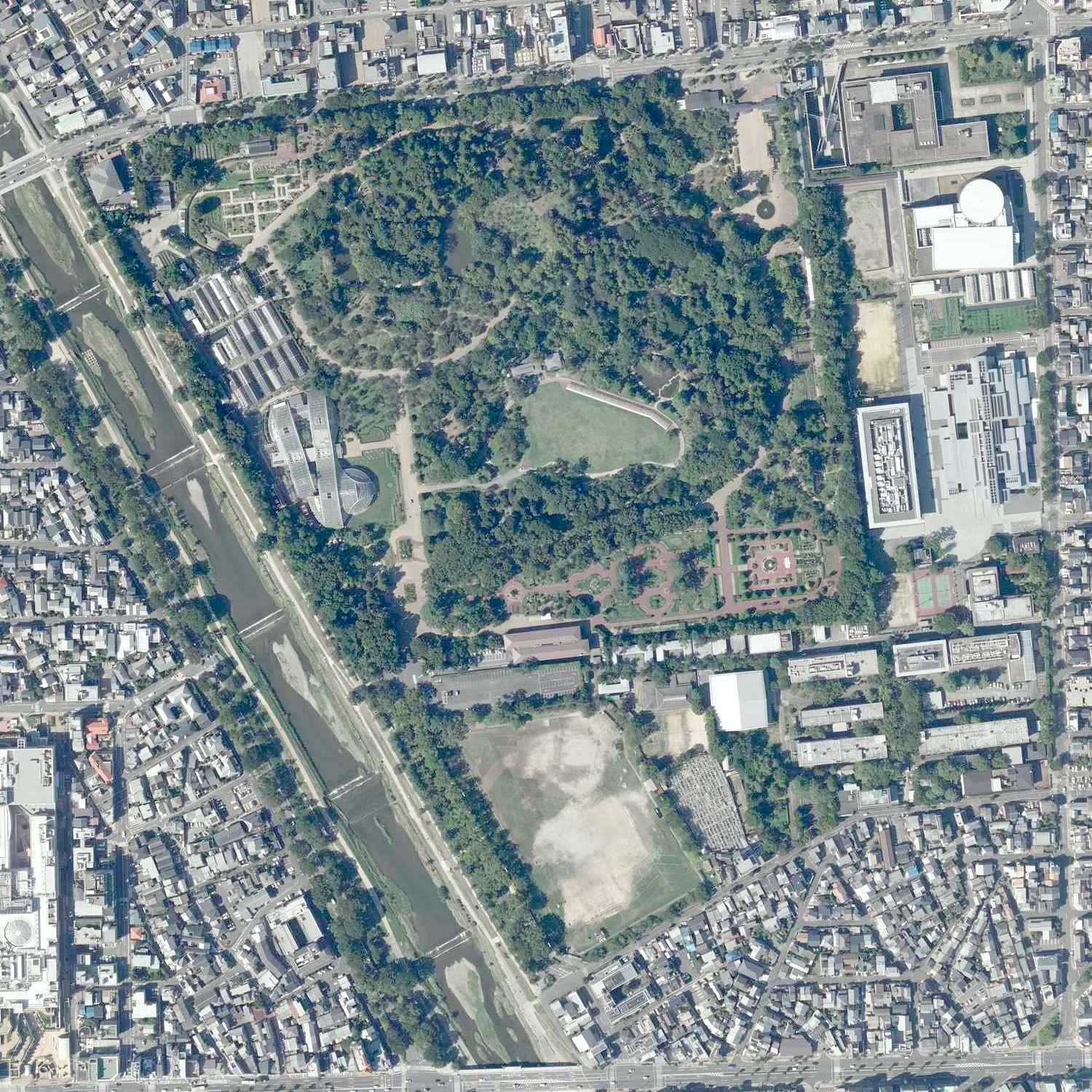
（2020年）

- 賀茂川
- 京都コンサートホール
- 京都府立京都学・歴彩館
- 京都府立大学
- 京都府立陶板名画の庭